# (15058) Billcooke
(15058) Billcooke (1998 YL16) – planetoida z grupy pasa głównego asteroid okrążająca Słońce w ciągu 5,44 lat w średniej odległości 3,09 j.a. Odkryta 22 grudnia 1998 roku.